# Karaçam, Çaykara
Karaçam là một thị trấn thuộc huyện Çaykara, tỉnh Trabzon, Thổ Nhĩ Kỳ. Dân số thời điểm năm 2011 là 2.004 người.